# The Heart Never Lies
The Heart Never Lies è il tredicesimo singolo della band pop rock/pop punk britannica McFly. È stato pubblicato il 22 ottobre 2007, come parte dell'album All the Greatest Hits.
Voci giravano inizialmente riguardo al titolo di questo singolo: si pensava infatti che venisse intitolato We Are The Lovers, ma successivamente il nome The Heart Never Lies fu confermato sul sito ufficiale e sul MySpace della band.
La canzone al suo debutto raggiunse la terza posizione nelle Official Singles Chart, battuta da Rule the World dei Take That, che raggiunse la seconda posizione, e dal singolo di Leona Lewis, Bleeding Love, che arrivò primo. Nonostante il debutto in terza posizione, The Heart Never Lies vendette 9 000 copie in più della loro precedente hit Baby's Coming Back, (31 000 copie vendute contro le 40.000 di The Heart Never Lies).
The Heart Never Lies raggiunse anche la sesta posizione in Irlanda.

## Canzone
Nonostante sia una canzone d'amore, Fletcher ha rivelato in un'intervista che la frase:

...Another year over and we're still together
It's not always easy, but I'm here forever...

era nata rivolta alla band, ma che successivamente si è trasformata in una canzone d'amore.

## Video musicake
Fu inviato un bollettino dal Myspace dei McFly l'8 settembre 2007 per annunciare che il video era stato realizzato a Bath. Il rilascio del video ci fu il 21 settembre successivo.
Nel video si vede la band che suona sotto la pioggia, con flash di una tragica storia d'amore che finisce con la coppia che precipita con la macchina in acqua. Sul sito ufficiale viene detto che esso 'è uno dei migliori video che i McFly abbiano mai fatto', e citato come assolutamente diverso dai video precedenti della band.

## Tracce
CD singolo 1 (Regno Unito)
1. The Heart Never Lies (Versione originale di 5 minuti)
2. Umbrella

CD singolo 2 (Regno Unito)
1. The Heart Never Lies (Radio Edit)
2. Ignorance
3. Intervista
4. Sofa, Hyundai, Administration
5. The Heart Never Lies (Video)

7"
1. The Heart Never Lies (Radio Edit)
2. The Heart Never Lies (Album Version)

Download digitale
1. The Heart Never Lies
2. Umbrella (Live dal Tour)
3. Intervista Parte 2
4. "Just my Luck"

## Classifiche
| Classifica (2007)      | Posizione massima |
| ---------------------- | ----------------- |
| Europa                 | 12                |
| Irlanda                | 16                |
| Regno Unito            | 3                 |
| Regno Unito (download) | 9                 |